# 우동 (부산)
우동(佑洞)은 부산광역시 해운대구의 법정동이다. 행정동은 우제1동, 2동, 3동으로 나뉜다.
마린시티와 센텀시티 등 부산의 유명 신도시들을 끼고 있으며, 흔히 '해운대'라고 하면 떠올리는 해수욕장을 낀 고층의 고급 아파트촌 이미지의 대부분은 해운대구 우동이라고 볼 수 있다.

## 주요 시설

### 교육

#### 초등학교
- 강동초등학교
- 해강초등학교
- 해동초등학교
- 해림초등학교
- 해원초등학교

#### 중학교
- 해강중학교
- 해운대중학교
- 해운대여자중학교

#### 고등학교
- 부산국제외국어고등학교
- 부산문화여자고등학교
- 해강고등학교
- 해운대고등학교
- 해운대관광고등학교
- 해운대여자고등학교

## 주거
| 단지명                  | 건설사       | 시행사               | 주소                      | 입주        | 비고            |
| ----------------------- | ------------ | -------------------- | ------------------------- | ----------- | --------------- |
| 해운대 더샵 아델리스    | 포스코건설   |                      |                           |             |                 |
| 대우마리나 3차          | 대우건설     | 대우㈜ 건설부문      | 해운대구 해운대해변로 115 | 1994년 10월 |                 |
| 해운대 센트럴 푸르지오  | 대우건설     | 케이앤투자개발㈜     |                           | 2023년 2월  |                 |
| 해운대역 푸르지오 더 원 | 대우건설     |                      |                           |             |                 |
| 트럼프월드 센텀1        | 대우건설     |                      |                           |             |                 |
| 트럼프월드 센텀2        | 대우건설     |                      |                           |             |                 |
| 트럼프월드 마린         | 대우건설     | 삼호디에스디㈜       |                           | 2007년 4월  |                 |
| 동부올림픽타운          | 동부건설     | 우2동 주택재개발조합 |                           | 1999년 9월  | 승당마을 재개발 |
| 센텀 삼환               | 삼환기업㈜   | 삼환기업㈜           | 해운대구 해운대로 361     | 1996년 8월  |                 |
| 센텀 센시빌             | 새한건설㈜   | 새한건설㈜           |                           | 2003년 10월 |                 |
| 센텀 현대               | 현대산업개발 | 현대산업개발         |                           | 1999년 12월 |                 |
| 현대 베네시티           |              |                      |                           |             |                 |
| 해운대 반도보라빌       | 반도건설     | 반도건설             |                           | 2006년 3월  |                 |

### 행정 기관
- KNN 부산경남방송 (구 PSB 부산방송)
- 부산영어방송
- 한국청소년상담복지개발원
- 영화진흥위원회